# Сенека (плем'я)

Офіційний герб племені сенека

Сенека (англ. Seneca) — корінне індіанське плем'я, представники якого історично мешкали на південному узбережжі Онтаріо, найзахідніше плем'я Ірокезької конфедерації.

## Назва та мова
Самоназва племені — «онондовага» (Onöndowága), що означає «люди пагорбів», яка є ідентичною назві онондага. Назва «сенека» походить від назви головного селища племені — Осінінка (Osininka), яка за звучанням нагадує слово мовою анішиннабе — «кам'янисте місце». Ця схожість призвела до подальшої плутанини у тлумаченні етимології назви «сенека».
Мова сенека належить до північної групи ірокезької мовної родини.

## Території

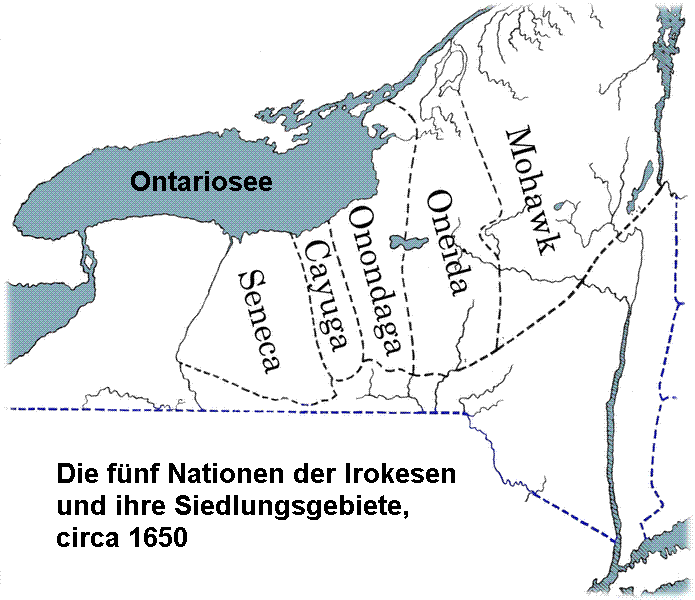
Ірокезька конфедерація на 1650 рік

За часів існування Ліги ходеносауні сенека жили на території сучасного штату Нью-Йорк на заході земель конфедерації і називалися «Охоронцями західних воріт».
На цій території були місця виходу нафти на поверхню, які сенека визнавали сакральними. Вони облаштовували їх спеціальними колодязями і збирали з поверхні води нафту ковдрами, відтискаючи її в посудини.